# Rémy Vancottem
Rémy Victor Vancottem, né le 25 juillet 1943 à Tubize est un prélat catholique belge. Il est le 30e évêque de Namur du 31 mai 2010 au 5 juin 2019, et a précédemment exercé les fonctions d'évêque auxiliaire de l'archidiocèse de Malines-Bruxelles.

## Biographie
Né dans le Brabant wallon en 1943, Rémy Vancottem fait ses études supérieures à l'école normale Saint-Thomas à Bruxelles puis à la faculté de psychologie de l'Université catholique de Louvain. Il étudie la philosophie et la théologie au séminaire de Malines et complète sa formation au Centre médico-psychologique pour prêtres et religieux (AMAR) de Paris. Il est ordonné prêtre le 27 juin 1969 par le cardinal Léon-Joseph Suenens et devient, à partir de 1974, accompagnateur au séminaire de Bruxelles et, à partir de 1975, responsable de la formation permanente des prêtres de Bruxelles et du Brabant wallon. Il sera aussi responsable des groupes ANIME (formation d'animateurs laïcs).

### Évêque auxiliaire de Bruxelles
Nommé évêque auxiliaire de Malines-Bruxelles et évêque titulaire d'Unizibira (de) (Tunisie)  par Jean-Paul II le 15 février 1982, il est ordonné évêque à Wavre. À 38 ans, il devient alors le plus jeune évêque de Belgique et choisit comme devise épiscopale : « et votre joie sera parfaite » d'après l'évangile selon Jean. Il devient également vicaire général pour le Brabant wallon et seconde le cardinal Danneels. Le successeur de ce dernier, André Léonard le maintient dans ces deux fonctions.

### Évêque de Namur
Le 31 mai 2010, le pape Benoît XVI le nomme à la tête du diocèse de Namur dont il devient le 30e évêque en succédant à André Léonard, devenu archevêque de Malines-Bruxelles en janvier 2010. Cette nomination est présentée comme une surprise par la presse,. Il prend possession de son siège épiscopal lors d'une célébration en la cathédrale Saint-Aubain de Namur, le dimanche 20 juin 2010 à 16 h.
Il se retire de cette charge le 5 juin 2019 ayant atteint la limite d'âge. 

### Fonctions et engagements
Au sein de la Conférence épiscopale de Belgique, il est responsable de la pastorale des jeunes, du Centre National des Vocations pour la partie francophone du pays et de la commission sur l’Évangélisation. Rémy Vancottem a en outre présidé le Comité européen des évêques des médias francophones (CEEMF) entre 1987-1993.
Depuis qu'il est évêque, Rémy Vancottem insiste sur la nécessité de l'évangélisation, du contact personnel et des paroisses.